# Carissa carandas

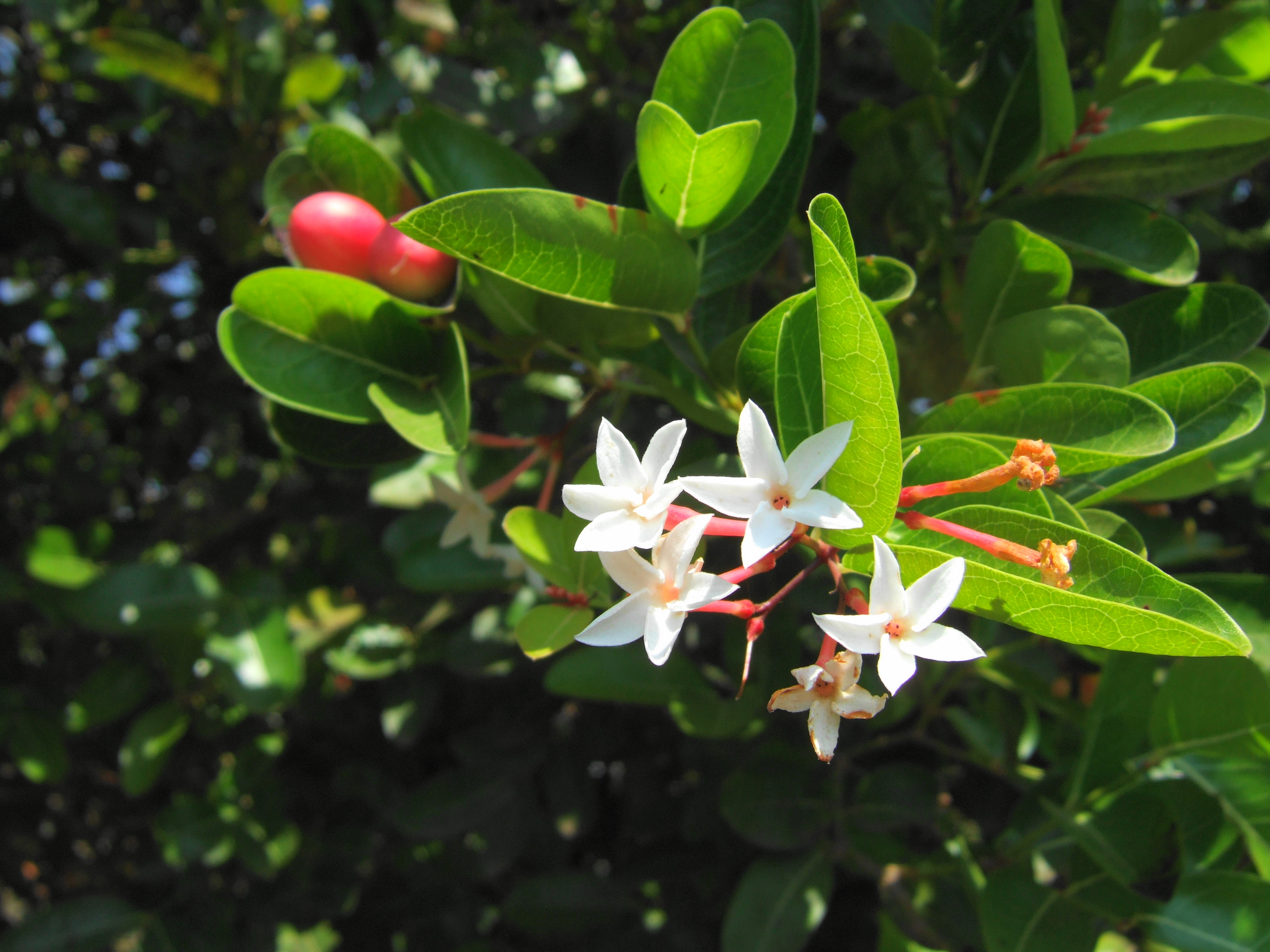
Laubblätter und Blütenstände mit fünfzähligen Blüten

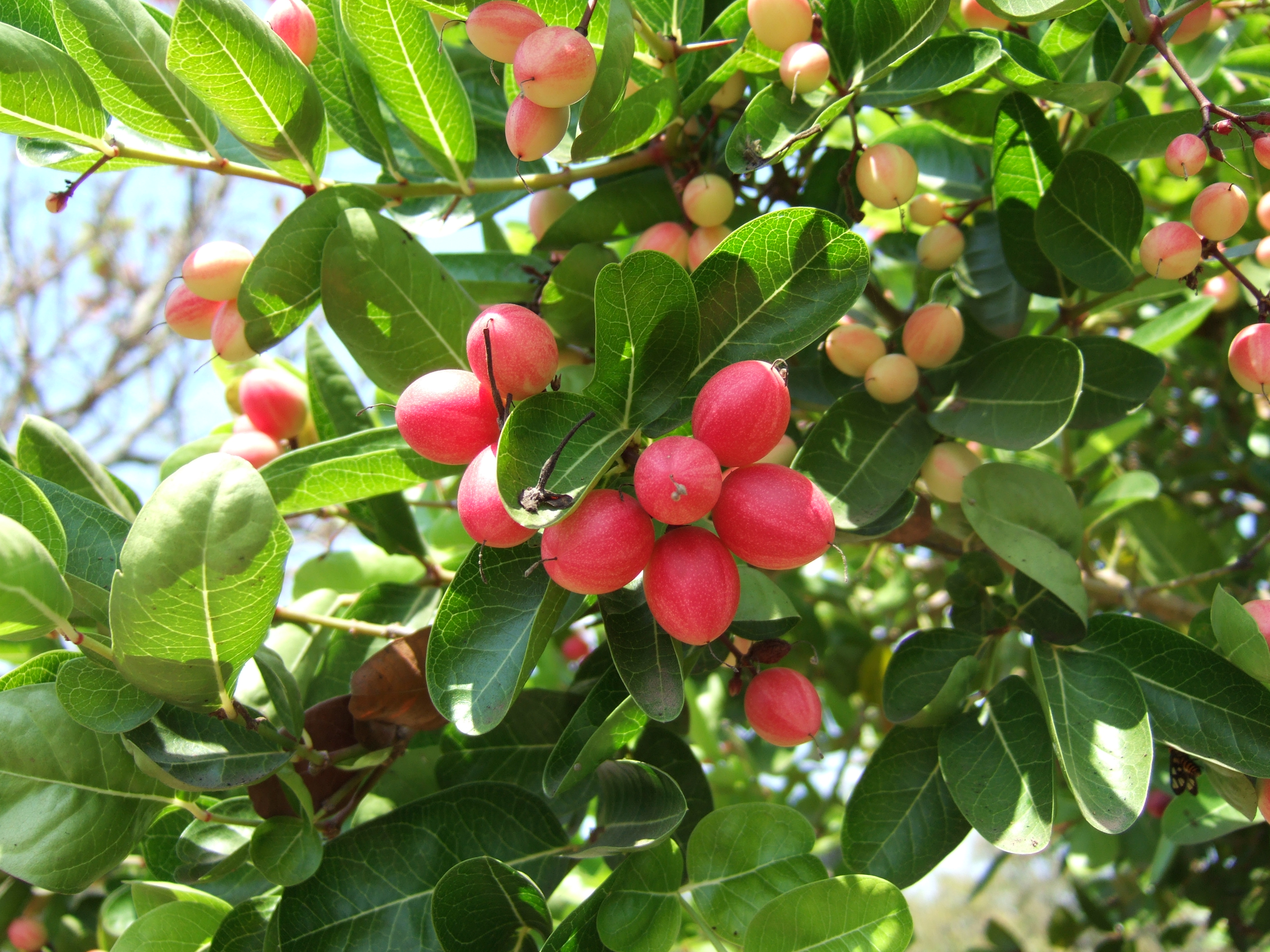
Karanda-Früchte am Strauch

Carissa carandas ist eine Pflanzenart aus der Gattung der Wachsbäume (Carissa) in der Familie der Hundsgiftgewächse (Apocynaceae). Die Karanda genannten Früchte sind essbar.

## Beschreibung

### Erscheinungsbild und Blatt
Carissa carandas wächst als immergrüner, kletternder oder selbständig aufrechter Strauch oder kleiner Baum, der Wuchshöhen von bis zu 5 Meter erreichen kann. An den Ästen befinden sich bis zu 5 cm lange, paarig angeordnete, einfache oder gegabelte, scharfe Dornen. Die Pflanzenteile enthalten einen klebrigen Milchsaft (Latex). Die braune Borke ist dick und furchig.
Die gegenständig angeordneten, ganzrandigen Laubblätter sind kurz gestielt. Die dunkelgrünen, ledrigen, einfachen Blattspreiten sind bei einer Länge von 3 bis 7,5 cm und einer Breite von 1,5 bis 4 cm eiförmig bis rundlich oder eilanzettlich bis länglich oder verkehrt-eiförmig mit spitzer bis abgerundeter Spreitenbasis und abgerundetem bis bespitztem, spitzem oder rundspitzigem bis eingebuchtetem oberen Ende. Es sind etwa acht Paare Seitennerven vorhanden. Die Blattoberseite ist glänzend.

### Blütenstand und Blüten
Die Blütezeit reicht in China von März bis Juni. Endständig auf 1,5 bis 2,5 cm langen Blütenstandsschäften stehen in zymösen Blütenständen meist nur 3–12 Blüten zusammen. Die Deckblätter (Brakteolen) sind winzig. Die Blütenstiele sind etwa so lang oder länger wie der Kelch.
Die duftenden Blüten sind zwittrig und fünfzählig mit doppelter Blütenhülle. Die fünf kleinen, 2,5 bis 7 mm langen, roten und spitzen Kelchblätter besitzen innen an ihrer Basis viele Drüsen. Die roten bis weißen bis hellrosafarbenen Kronblätter sind auf einer Länge von bis zu 2 cm röhrig verwachsen. Die rote, lange Kronröhre ist innen flaumig behaart. Die fünf, bei einer Länge von etwa 1 cm, eilanzettlichen Kronlappen enden spitz und überlappen sich nach links; sie sind flaumig behaart und bewimpert. Zwei Fruchtblätter sind zu einem oberständigen, zweikammerigen Fruchtknoten verwachsen. In jeder Fruchtknotenkammer befinden sich viele Samenanlagen. Die fünf kurzen Staubblätter oben in der Kronröhre sind eingeschlossen.

### Früchte
Die bei Reife rötlichen bis rot- oder schwarz-violetten, mehrsamigen und glatten Beeren, mit dünner, zäher, fein weißlich punktierter Schale, sind bei einer Länge von 1,5 bis 2,5 cm und einem Durchmesser von 1 bis 2 cm rundlich bis ellipsoid. Das im Geschmack mehr oder weniger säuerliche Fruchtfleisch ist rötlich und sehr saftig. Sie enthalten Milchsaft. Die Früchte reifen in China zwischen Juli und Dezember. Es sind bis zu 8 abgeflachte, braune Samen enthalten.

### Chromosomenzahl
Die Chromosomenzahl beträgt 2n = 22.

## Verbreitung
Das Verbreitungsgebiet von Carissa carandas umfasst Indien, Sri Lanka, Myanmar, Kambodscha, Taiwan, die chinesischen Provinzen Fujian, Guangdong, Guizhou sowie Hainan, Thailand, Malaysia, Indonesien und die Philippinen.

## Verwendung
Die Früchte werden sowohl frisch als auch eingelegt gegessen. Sie werden häufig zum Kochen für Chutneys, Currys und Süßspeisen verwendet.

## Taxonomie
Die Erstveröffentlichung von Carissa carandas erfolgte 1767 durch Carl von Linné, in Mantissa Plantarum, 1, S. 52. Synonyme für Carissa carandas L. sind: Arduina carandas (L.) K.Schum., Carissa congesta Wight, Damnacanthus esquirolii H.Lév.